# Legatio ad Caium
Legatio ad Caium en latin ou Légation à Caius en français est un texte rédigé par Philon d'Alexandrie sous l'empereur romain Claude qui succéda à Caligula. Legatio ad Caium signifie « Ambassade chez Caligula », Caius étant son prénom et sa dénomination habituelle pour les Romains, tandis que Caligula n'est qu'un surnom familier passé à la postérité.
Philon d'Alexandrie avait été envoyé comme ambassadeur l'hiver 39-40 apr. J.-C. auprès de l'empereur romain Caligula pour plaider la cause des Juifs d'Alexandrie. Dans ce texte, il relate entre autres les émeutes contre les Juifs qui éclatent à Alexandrie en 38 apr. J.-C., dites  émeutes anti-juives d'Alexandrie (38) . 